# Oestropa scolopendrias
Oestropa scolopendrias är en fjärilsart som beskrevs av Edward Meyrick 1912. Oestropa scolopendrias ingår i släktet Oestropa och familjen vecklare. Inga underarter finns listade i Catalogue of Life.